# Letosteine
Letosteine là một thuốc tiêu nhầy được cấp bằng sáng chế (patent Mỹ 6.987.120) bởi Piero del Soldato của Milan, Ý. Ông đã nộp đơn vào năm 2000.